# نیروی زمینی ارتش جمهوری اسلامی ایران

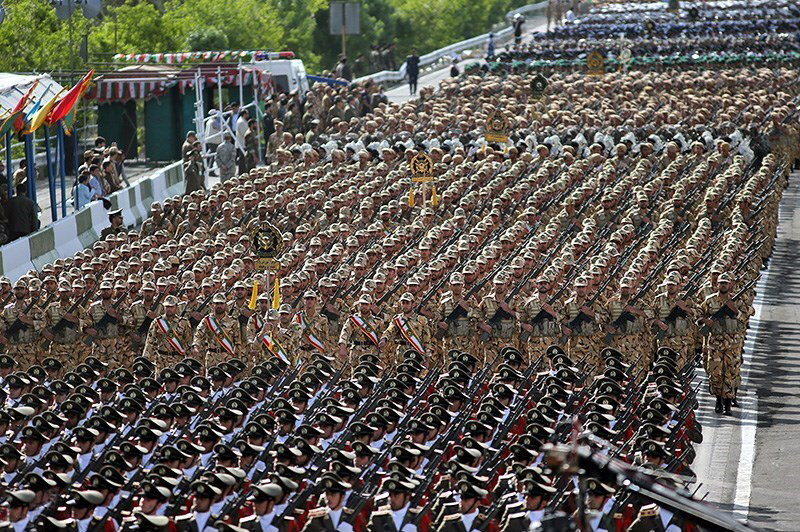
رژه یگان‌های نیروی زمینی ارتش ایران به‌مناسبت روز ارتش در سال ۱۳۹۳

نیروی زمینی ارتش جمهوری اسلامی ایران یا نیروی زمینی ارتش ایران (به‌اختصار: نزاجا) مهم‌ترین نیروی زیرمجموعه ارتش جمهوری اسلامی ایران است، که به‌عنوان بزرگترین سازمان رزمی در نیروهای مسلح ایران محسوب می‌شود و وظیفه حفظ حاکمیت ارضی و حفاظت از مرزهای سرزمینی ایران را برعهده دارد. پیشینه شکل‌گیری نیروی زمینی در ایران، به دوران مادها بازمی‌گردد و فرم کنونی نیروی زمینی در قالب یک ارتش کلاسیک، در دوره رضاشاه پهلوی تأسیس گردید و در دوران محمدرضاشاه توسعه پیدا کرد. در حال حاضر سرتیپ علی جهانشاهی، فرماندهی نیروی زمینی ارتش را برعهده دارد. 
ستاد فرماندهی نیروی زمینی ارتش در منطقه لویزان، در شمال‌شرقی تهران مستقر است.

## پیشینه
پیشینه تشکیل نیروی زمینی در ایران را می‌توان از لحاظ تاریخی با پیدایش مادها در سرزمین کنونی ایران، هم‌زمان دانست. در این دوران نیروی زمینی متشکل از دو گروه پیاده‌نظام و سواره نظام بوده‌اند. بعدها با شکل‌گیری پادشاهی هخامنشیان، این نیروها تحت فرماندهی یک نفر درآمد و رسته‌های پیاده، سواره، ارابه‌سواران، مهندسان، نفت‌اندازان، کارگزاران و گارد جاویدان شکل گرفت. در دوران پادشاهی اشکانی، اهمیت رسته سواران بیشتر گردید. در دوره ساسانیان پادگان‌هایی به‌صورت ثابت، ایجاد شد و هزینه نگهداری نیروها و مزد سربازان نیز توسط حکومت مرکزی پرداخت می‌گردید.
پس از حمله اعراب به ایران و فروپاشی پادشاهی ساسانی، امیران عرب نیروهایی از ایرانیان را در زیر فرمان خود داشتند و پس از مدتی همین نیروها، علم استقلال برافراشتند و در گوشه و کنار ایران حکومت‌هایی تشکیل دادند، که هر یک از آنها دارای ارتش مخصوص به خود بود. با روی کار آمدن پادشاهی صفویان، ارتش دارای سازمانی متشکل و هماهنگ‌تر شد و نیروی زمینی به ۴ دسته: سواران، پیادگان، توپ‌چیلر (توپخانه) و نسق‌چیلر (راهدار و راهبان سپاهیان) تقسیم شد و این سازماندهی تا زمان پادشاهی نادرشاه افشار ادامه داشت.
با کشته‌شدن نادرشاه افشار، آرامش و مرکزیت خاصی که او پدید آورده بود، به یکباره از میان رفت و آشفتگی در ارتش، تا نخستین دهه از سدهٔ ۱۳ و آغاز فرمانروایی آقامحمدخان قاجار ادامه یافت. در دوره قاجاریه به همت عباس میرزا و پس از آن، با تدابیر امیر کبیر، سازمان ارتش بار دیگر به صورت منسجم و هماهنگ درآمد و سازمان ارتش ایران به ۱۰ تومان تقسیم شد، که هر تومان متشکل از ۴ تا ۱۱ فوج بود و فرماندهی هر فوج را نیز یک سرتیپ برعهده داشت. پس از شکست ایران از روسیه و تشکیل دیویزیون قزاق در ایران، به‌طور کلی نیروی زمینی ارتش را بخش‌های: قشون جنوب ایران، دیویزیون قزاق، بریگاد مرکزی، قوای داوطلب شرقی، ژاندارمری، امنیه و قوای مشابه، پلیس منظم، همچنین پلیس ایالات و ولایات تشکیل می‌دادند.

## دوران معاصر
در دوره حکومت رضاشاه، ایران به ۵ حوزه نظامی بزرگ تقسیم شد، که باید آن را مبدأ تشکیل نیروی زمینی ارتش، به صورت اصولی و به شکل امروزی آن دانست. این ۵ حوزه شامل لشکر مرکز، لشکر شمال‌غرب، لشکر شرق یا خراسان، لشکر جنوب و لشکر غرب می‌شد. سپس طی سال‌های ۱۳۱۴ تا ۱۳۲۰ تحولات اساسی دیگری در سازمان نیروی زمینی ارتش به وجود آمد و این سازمان شامل ۵ لشکر رزمی، ۴ تیپ مستقل، ۲ واحد توپخانه و ضدهوایی شد. در سال ۱۳۱۴ درجات نظامی نیز تعیین و اعلام گردید.
در این زمان، مدارس مختلف نظامی مانند مدرسه دیویزیون (برای دیویزیون قزاق)، مدرسه نظام مشیرالدوله (برای بریگاد مرکزی)، مدارس افسیه و سوزافسیه (برای ژاندارمری و کلاس‌های بیطاری) که پیش‌تر در زمان قاجاریه تشکیل شده بودند، در یکدیگر ادغام شدند و برای نخستین بار، مؤسسه‌ای به نام مدارس نظام کل قشون ایجاد گردید، در طول سالهای بعد این مدارس به ۳ مدرسه جداگانه: مدرسه ابتدایی نظام، مدرسه متوسطه نظام و مدرسه عالی نظام تبدیل شدند، که نام این ۳ مدرسه نیز در سال ۱۳۱۴ به ترتیب به دبستان نظام، دبیرستان نظام و دانشکده افسری تغییر پیدا کرد.
در سالهای بعد، مقطع بالاتر آموزش عالی نظامی، بنام دافوس (دانشکده فرماندهی و ستاد) راه‌اندازی شد. در زمان پهلوی دوم به‌خصوص از ابتدای دهه ۱۳۵۰ سازمان نیروی زمینی با مستشاری آمریکایی‌ها، متشکل از لشکرها و چند تیپ مستقل طراحی شد، که یگان‌های آن شامل؛ ۴ لشکر و ۲ تیپ مستقل زرهی، ۶ لشکر و ۲ تیپ مستقل پیاده، ۲ لشکر و ۵ تیپ مستقل تکاور، ۳ تیپ مکانیزه، ۴ تیپ مهندسی رزمی و ۵ پایگاه هوانیروز بود. این نیروی نظامی در ایران قدیمی‌ترین، بزرگ‌ترین و ارشدترین نیروی نظامی می‌باشد.

## سازمان
ساختار و ترکیب نیروی زمینی ارتش جمهوری اسلامی ایران بدین‌گونه است:
- یگان‌های زرهی: شامل ۴ لشکر و ۲ تیپ مستقل: لشکر ۱۶ زرهی قزوین - لشکر ۸۱ زرهی کرمانشاه - لشکر ۸۸ زرهی سیستان و بلوچستان - لشکر ۹۲ زرهی خوزستان - تیپ ۳۷ زرهی شیراز - تیپ ۳۸ زرهی تربت‌جام
- یگان‌های پیاده: شامل ۶ لشکر و ۲ تیپ مستقل: لشکر ۲۱ پیاده آذربایجان - لشکر ۲۸ پیاده کردستان - لشکر ۳۰ پیاده بیرجند - لشکر ۶۴ پیاده ارومیه - لشکر ۷۷ پیاده خراسان - لشکر ۸۴ پیاده لرستان- تیپ ۴۰ پیاده سراب - تیپ ۴۱ پیاده قوشچی
- یگان‌های تکاوری: شامل ۲ لشکر و ۵ تیپ مستقل تشکیل شده بود:لشکر ۲۳ پرندک تهران - لشکر ۵۸ شاهرود - تیپ ۲۵ تکاور تبریز - تیپ ۳۵ تکاور سنقر - تیپ ۴۵ تکاور شوشتر - تیپ ۵۵ هوابرد شیراز - تیپ ۶۵ نوهد تهران
- یگان‌های مکانیزه: شامل ۳ تیپ مستقل: تیپ ۳۶ مکانیزه میانه - تیپ ۷۱ مکانیزه سرپل‌ذهاب - تیپ ۷۲ مکانیزه دوکوهه
- مهندسی رزمی: شامل ۵ تیپ بعلاوه: تیپ ۴۱۱ مهندسی بروجرد - تیپ ۴۲۲ مهندسی اهواز - تیپ ۴۳۳ مهندسی ارومیه - تیپ ۴۴۴ مهندسی مشهد - تیپ ۴۵۵ مهندسی کرمان
- هوانیروز: شامل ۵ پایگاه رزمی: تبریز - کرمانشاه - مسجدسلیمان - کرمان - مشهد

## تغییرات ساختاری
بعد از وقوع انقلاب، در جمهوری اسلامی نیز سازمان نیروی زمینی ارتش حفظ شد، ولی در سالهای ابتدایی انقلاب، به دلیل پاکسازی از پرسنل وابسته به حاکمیت پهلوی، اعمال سیاست‌های نادرست و در پی آن، کودتای نوژه، کادر انسانی فرماندهان افسران، دستخوش آسیب‌های شدید و نابسامانی فراوان شد. نیروی زمینی ارتش در سرکوب شورش‌های کردستان، گنبد و بلوچستان، با همین ساختار ناقص شرکت داشت. در طول جنگ ایران و عراق نیز این نیرو به صورت مؤثر، با تمام پتانسیل موجود، در عملیات‌ها بکار گرفته شد.
اِعمال تغییرات طرح ثامن، سازمان رزم عملیاتی نیروی زمینی ارتش را تغییر داد. نیروی زمینی در حال حاضر بنا به تغییر تهدیدات و لزوم استراتژی جدید نظامی، تغییر ساختاری داده و بر طبق طرح ثامن، لشکرها از سازمان رزم حذف شده و بجایشان تیپ‌های مستقل هجومی چابک تحت عناوین زیر به‌وجود آمد:
- متحرک هجومی
- واکنش سریع و نیروی مخصوص
- زرهی و مکانیزه

تاکنون ۴۴ تیپ، در قالب چند قرارگاه منطقه‌ای تشکیل داده شده‌است؛ که این قرارگاه‌های مناطق جغرافیایی شامل؛ شمال‌غرب، غرب، جنوب‌غرب، شمال‌شرق، جنوب‌شرق و مرکز را شامل می‌شوند.
| ۵ تیپ واکنش سریع و نیروی مخصوص - تیپ ۲۵ تکاور تبریز - تیپ ۳۵ تکاور کرمانشاه - تیپ ۴۵ تکاور شوشتر - تیپ ۵۵ هوابرد شیراز - تیپ ۶۵ نوهد تهران | ۲۲ تیپ متحرک هجومی - تیپ ۴۰ اردبیل - تیپ ۴۱ ارومیه - تیپ ۱۲۱ تبریز - تیپ ۱۲۳ پرندک - تیپ ۱۲۸ سنندج - تیپ ۱۳۰ بجنورد - تیپ ۱۵۸ شاهرود - تیپ ۱۶۴ پیرانشهر - تیپ ۱۷۷ تربت حیدریه - تیپ ۱۸۴ خرم‌آباد - تیپ ۲۲۱ مراغه - تیپ ۲۲۳ تهران و کرمان - تیپ ۲۲۸ سقز - تیپ ۲۳۰ گرگان - تیپ ۲۵۸ نهبندان - تیپ ۲۶۴ سلماس - تیپ ۲۷۷ قوچان - تیپ ۲۸۴ ناوه‌کش (ایلام) - تیپ ۳۲۱ مرند - تیپ ۳۲۸ مریوان - تیپ ۳۶۴ مهاباد - تیپ ۳۷۷ مشهد | ۱۶ تیپ زرهی و مکانیزه - تیپ ۳۶ مکانیزه قاین - تیپ ۳۷ زرهی شیراز - تیپ ۳۸ زرهی تربت‌جام - تیپ ۷۱ مکانیزه سرپل‌ذهاب - تیپ ۷۲ مکانیزه دوکوهه اندیمشک - تیپ ۱۱۶ مکانیزه قزوین - تیپ ۱۸۱ زرهی اسلام‌آباد غرب - تیپ ۱۸۸ زرهی زاهدان - تیپ ۱۹۲ زرهی اهواز - تیپ ۲۱۶ مکانیزه زنجان - تیپ ۲۸۱ زرهی بیستون - تیپ ۲۸۸ زرهی خاش - تیپ ۲۹۲ زرهی دزفول - تیپ ۳۱۶ زرهی همدان - تیپ ۳۸۸ مکانیزه ایرانشهر - تیپ ۳۹۲ زرهی دشت آزادگان |

| ۵ گروه توپخانه - ۱۱ مراغه - ۲۲ شهرضا (بجنورد) - ۳۳ سنندج - ۴۴ قاین - ۵۵ خاش | ۵ گروه مهندسی رزمی - گروه ۴۱۱ بروجرد - گروه ۴۲۲ اهواز - گروه ۴۳۳ ارومیه - گروه ۴۴۴ مشهد - گروه ۴۵۵ کرمان | ۷ فرماندهی آماد و پشتیبانی - مرکز تهران - شمال‌شرق مشهد - شمال‌غرب مراغه - جنوب شیراز - جنوب‌غرب دزفول - غرب کرمانشاه - جنوب‌شرق کرمان |

۷ پایگاه هوانیروز
- پایگاه رزمی تبریز
- پایگاه رزمی کرمانشاه
- پایگاه رزمی مسجدسلیمان
- پایگاه رزمی کرمان
- پایگاه رزمی مشهد
- پایگاه آبیکِ قزوین
- پایگاه پشتیبانی آموزشی اصفهان

همچنین گردان‌های پهپادی و راکت‌انداز.

## نیروی انسانی
علاوه بر افسران و درجه‌داران کادر نزاجا، قسمت عمده نیروی زمینی ارتش، پرسنل وظیفه می‌باشند، که در رسته‌های رزمی، پشتیبانی و خدمات حضور دارند. دانشگاه افسری امام علی سالیانه تربیت افسران کادر نزاجا را بعهده دارد. همچنین دانشگاه فرماندهی و ستاد (دافوس) تربیت امیران عالیرتبه را انجام می‌دهد. سربازان یا درجه‌داران و افسران وظیفه، بعد از طی دوره آموزشی، بسته به رشته تحصیلی یا تخصص، تقسیم‌بندی و به رسته‌ها و یگان‌های نیروی زمینی معرفی می‌شوند، که شامل:
- مرکز آموزش بهداری
- مرکز آموزش علوم فنون پیاده مکانیزه شیراز
- مرکز آموزش زرهی شیراز
- مرکز آموزش تکاوری لشگرک
- مرکز آموزش توپخانه اصفهان
- مرکز آموزش توپخانه شهرضا
- دانشکده پدافند هوایی شاهین‌شهر
- مرکز آموزش مخابرات
- مرکز آموزش پشتیبانی
- مرکز آموزش عقیدتی سیاسی

به‌طور کلی تقسیم‌بندی وظیفه‌ها در این مراکز، به تفکیک تخصص رشته تحصیلی، در دوره کارشناسی و کاردانی می‌باشد.
- سپاه یا قرارگاه منطقه‌ای بین ۷۰۰۰۰ تا ۱۰۰۰۰۰ نفر
- لشکر بین ۲۰۰۰۰ تا ۴۰۰۰۰ نفر (در نزاجا نیست)
- تیپ بین ۵۰۰۰ تا ۹۰۰۰ تن
- هنگ بین ۱۰۰۰ تا ۳۰۰۰ نفر (در نزاجا نیست)
- گردان بین ۵۰۰ تا ۱۰۰۰ نفر
- گروهان بین ۱۰۰ تا ۵۰۰ نفر
- گروه بین ۶۰ تا ۱۰۰ نفر
- دسته بین ۲۰ تا ۶۰ نفر
- جوخه بین ۸ تا ۲۰ نفر
- بند بین ۳ تا ۸ نفر نیرو دارد.

در ارتش ایران بالاتر از درجه سرلشکری وجود ندارد، ولی در آیین‌نامه انضباطی نیروهای مسلح ایران، ارتشبد بالاترین درجه است و سرلشکر بالاترین درجه فعال برای یک نظامی در نیروهای مسلح ایران بعد از وقوع انقلاب می‌باشد. تاکنون به سه نفر از کشته‌شدگان در نبرد، که دارای درجه سرلشکری بودند، درجه سپهبدی اعطا شده‌است.

## قرارگاه‌های منطقه‌ای

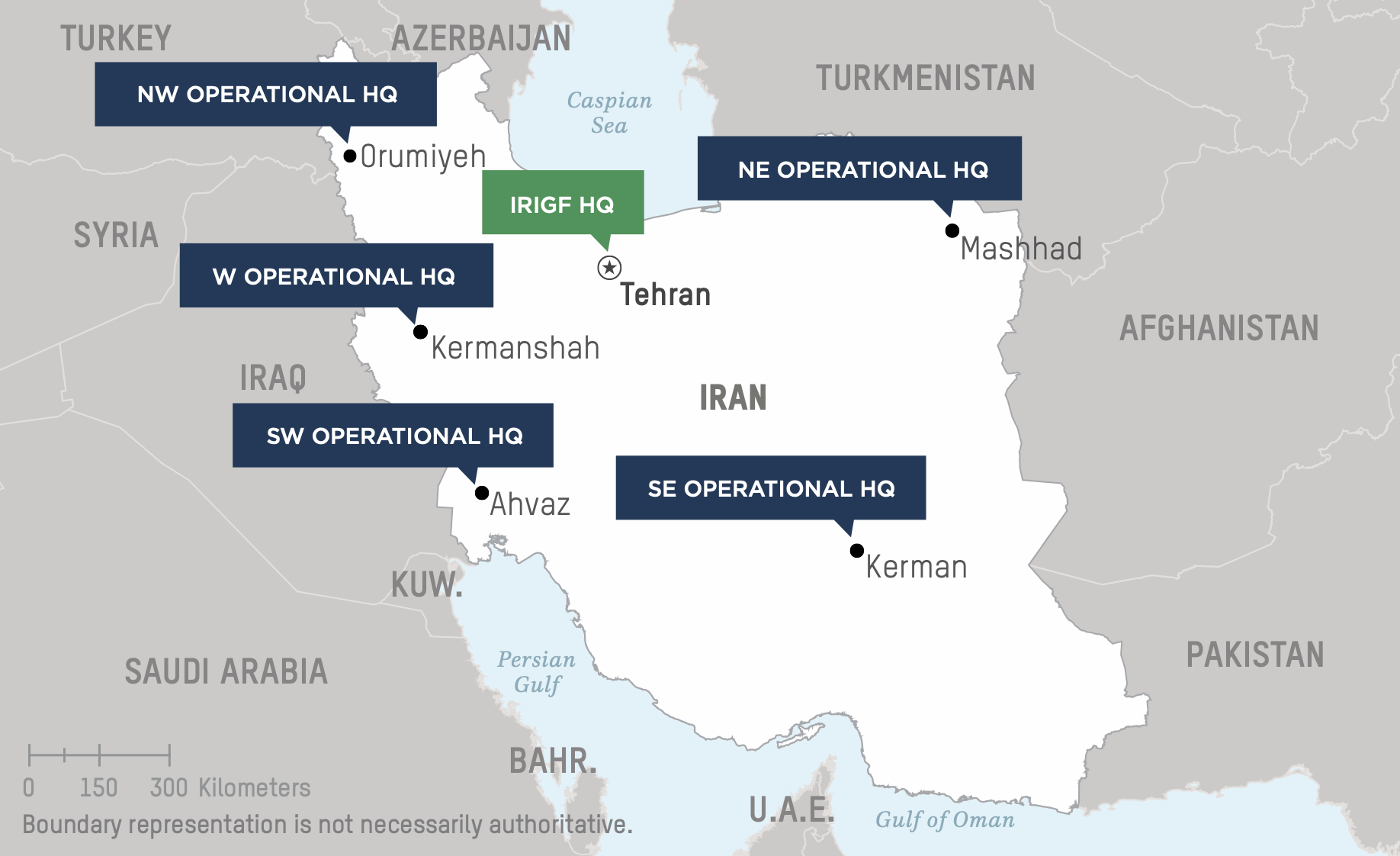
محل استقرار قرارگاه‌های منطقه‌ای نیروی زمینی ارتش ایران

قرارگاه‌های نیروی زمینی ارتش (در واقع هر قرارگاه منطقه‌ای در عمل یک سپاه راه‌کنشی است، که اغلب از ۱ لشکر پیاده، ۱ لشکر زرهی، ۱ پایگاه هوانیروز، ۱ مرکز فرماندهی آماد و پشتیبانی، چند بیمارستان، چند گروه مهندسی رزمی، ۱ گروه توپخانه وجود دارد) به‌صورت پنج منطقهٔ جغرافیایی تقسیم شده‌اند و نکته قابل توجه این است فرمانده این قرارگاه نه فقط نفر اول نیروی زمینی ارتش در این استان‌ها بلکه نقش فرمانده ارشد و کل ارتش را در آن منطقه (چند استان) دارا می‌باشد.
- قرارگاه منطقه‌ای (سپاه) جنوب‌غرب نزاجا (ستاد در اهواز)
خوزستان
لرستان
- قرارگاه منطقه‌ای (سپاه) جنوب‌شرق نزاجا (ستاد در کرمان)
کرمان
هرمزگان
سیستان و بلوچستان
- قرارگاه منطقه‌ای (سپاه) غرب نزاجا (ستاد در کرمانشاه)
کرمانشاه
ایلام
کردستان
- قرارگاه منطقه‌ای (سپاه) شمال‌غرب نزاجا (ستاد در ارومیه) 
آذربایجان غربی
آذربایجان شرقی
اردبیل
زنجان
قزوین
همدان
- قرارگاه منطقه‌ای (سپاه) شمال شرق و شمال نزاجا (ستاد در مشهد) 
 خراسان رضوی
خراسان جنوبی
خراسان شمالی
سمنان

## تجهیزات

نشان‌وارهٔ سازمان تحقیقات و جهاد خودکفایی نزاجا

وجود تانک‌های بومی کرار و ذوالفقار، تی-۷۲ روسی، چیفتن و خانواده تانک‌های پاتون، توپ‌های کششی و خودکششی ۱۵۵ میلیمتری، ۱۲۲ میلیمتری، ۱۳۰ میلیمتری، ۱۰۵ میلیمتری، ۱۷۰ میلیمتری، ۱۷۵ میلیمتری و ۲۰۳ میلیمتری ساخت کره شمالی، چینی، آمریکایی و کانادایی؛ راکت‌اندازهای روسی ب‌ام-۲۱ گراد، راکت‌اندازهای ۲۴۰ میلیمتری و ۳۳۳ میلیمتری، راکت‌های نازعات و زلزال ۲، نفربر زره‌پوش‌های بی‌ام‌پی، همچنین سامانه موشکی ضدتانک دهلاویه و توفان، ضدبالگرد دوش‌پرتاب میثاق، آرپی‌جی، توپ ضدهوایی، خمپاره‌اندازهای ۶۰ میلیمتری، ۸۱ میلیمتری و ۱۲۰ میلیمتری، تیربارهای تهاجمی پی‌کا و ام‌ژ-۳ و تیربارهای سنگین دوشکا و ام۲ برونینگ، تفنگ انفرادی ژ-۳، نمونه‌هایی از تجهیزات مورد استفاده نیروی زمینی ارتش می‌باشند.

## هوانیروز
هواپیمایی نیروی زمینی ارتش (به‌اختصار: هوانیروز) یگان پشتیبانی هوایی و جابجایی نیروی زمینی ارتش است، که دارای ۶ پایگاه رزمی در شهرهای کرمانشاه، مسجدسلیمان، تبریز، کرمان، مشهد و آبیک می‌باشد، که پایگاه پشتیبانی در اصفهان و قرارگاه فرماندهی آن در تهران مستقر می‌باشد. هم‌اکنون سرتیپ‌دوم قاسم خاموشی فرماندهی هوانیروز را برعهده دارد. بالگردهای تهاجمی کبرا، ترابری شینوک، پشتیبانی بل ۲۱۴، ستون فقرات هوانیروز ارتش را تشکیل می‌دهند.

## فرماندهان
فرمانده نیروی زمینی ارتش، به پیشنهاد فرمانده کل ارتش و با حکم فرمانده کل قوا (رهبر جمهوری اسلامی ایران) منصوب می‌شود و در سلسله مراتب نظامی، به ترتیب زیرمجموعه فرمانده کل نیروهای مسلح و فرمانده کل ارتش می‌باشد. در حال حاضر سرتیپ کیومرث حیدری فرماندهی نیروی زمینی ارتش را برعهده دارد. ستاد فرماندهی نیروی زمینی ارتش، در منطقه لویزان، در شمال‌شرقی تهران مستقر می‌باشد.
فرماندهان نیروی زمینی ارتش جمهوری اسلامی ایران عبارت است از:
1. سرتیپ ولی‌الله فلاحی (۱۳۵۹-)
2. سرتیپ قاسمعلی ظهیرنژاد (۱۳۶۰–۱۳۵۹)
3. سرهنگ علی صیاد شیرازی (۱۳۶۵–۱۳۶۰)
4. سرهنگ حسین حسنی سعدی (۱۳۷۰–۱۳۶۵)
5. سرتیپ عبدالله نجفی (۱۳۷۳–۱۳۷۰)
6. سرتیپ احمد دادبین (۱۳۷۶–۱۳۷۳)
7. سرتیپ عبدالعلی پورشاسب (۱۳۷۹–۱۳۷۶)
8. سرتیپ ناصر محمدی‌فر (۱۳۸۴–۱۳۷۹)
9. سرتیپ محمدحسین دادرس (۱۳۸۷–۱۳۸۴)
10. سرتیپ احمدرضا پوردستان (۱۳۹۵–۱۳۸۷)
11. سرتیپ کیومرث حیدری (-۱۳۹۵)

## مراکز آموزش
نیروی زمینی ارتش ایران دارای ۸ مرکز آموزش جهت آموزش و تربیت سربازان، درجه‌داران، افسران وظیفه و کادر، به علاوه یک دانشگاه جهت آموزش افسران کادر می‌باشد:
- مرکز آموزش ۰۱ (تهران)
- مرکز آموزش ۰۲ (تهران)
- مرکز آموزش ۰۳ (عجب شیر)
- مرکز آموزش ۰۴ (بیرجند)
- مرکز آموزش ۰۵ (کرمان)
- مرکز آموزش ۰۶ درجه‌داری (لشگرک)
- مرکز آموزش ۰۷ (کازرون)
- مرکز آموزش ۰۸ (خاش)
- مرکز آموزش و پشتیبانی نزاجا (مرآپش)
- دانشگاه افسری امام علی (تهران)

## نقش در سرکوب اعتراض‌ها
در اسفند ماه ۱۳۹۹ سرتیپ کیومرث حیدری فرمانده نیروی زمینی ارتش در مصاحبه‌ای که توسط وبگاه رسمی سید علی خامنه‌ای؛ رهبر جمهوری اسلامی منتشر شد، به نقش نیروی زمینی ارتش در سرکوب اعتراض‌ها در سال ۱۳۹۷ اذعان کرد.